# Garra fisheri
Garra fisheri är en fiskart som först beskrevs av Fowler, 1937.  Garra fisheri ingår i släktet Garra och familjen karpfiskar. Inga underarter finns listade i Catalogue of Life.